# Sommerkahl
Sommerkahl ist eine Gemeinde im unterfränkischen Landkreis Aschaffenburg. Die Gemeinde ist Mitglied der Verwaltungsgemeinschaft Schöllkrippen.

## Geografie

Gemeindegebiet von Sommerkahl

Gemeindeteile und Gemarkungen von Sommerkahl

### Geografische Lage
Sommerkahl liegt in der Region Bayerischer Untermain im Kahlgrund an der gleichnamigen Sommerkahl (Speckkahl). Der topographisch höchste Punkt der Gemeinde befindet sich östlich von Sommerkahl am Finkenborn mit 353 m ü. NHN (Lage), der niedrigste liegt an der Kahl in der Nähe von Blankenbach auf 191 m ü. NHN (Lage). Durch die Gemeinde verlaufen die Kreisstraßen AB 19 und AB 21 sowie der Degen-Weg.

### Gemeindegliederung
Es gibt zwei Gemarkungen:
| Gemarkung                               | Fläche (ha) |
| --------------------------------------- | ----------- |
| Sommerkahl                              | 544         |
| Schöllkrippener Forst, Gemarkungsteil 1 | 2           |
| Gemeinde Sommerkahl                     | 546         |

In der Gemarkung Sommerkahl liegen die beiden Gemeindeteile:
| Gemeindeteil        | Siedlungstyp | Einwohner | Höhe (m u. NHN) |
| ------------------- | ------------ | --------- | --------------- |
| Sommerkahl          | Pfarrdorf    | 891       | 220             |
| Vormwald            | Dorf         | 245       | 300             |
| Gemeinde Sommerkahl |              | 1136      |                 |

Im gemeindefreien Gebiet Schöllkrippener Forst gibt es die beiden unbewohnten Exklaven Dällersgrund und Ruhwiesen auf der Gemarkung Schöllkrippener Forst im Bereich der Speckkahlquelle.
Die früheren Gemeindeteile Obersommerkahl und Untersommerkahl sind heute baulich verwachsen und bilden den Gemeindeteil Sommerkahl.

### Nachbargemeinden
|                      | Markt Schöllkrippen                         | Schöllkrippener Forst (Gemeindefreies Gebiet) |
| Gemeinde Blankenbach | Kompassrose, die auf Nachbargemeinden zeigt | Gemeinde Heigenbrücken                        |
| Gemeinde Sailauf     | Sailaufer Forst (Gemeindefreies Gebiet)     |                                               |

## Name

### Etymologie
Der Name Sommerkahl leitet sich von dem gleichnamigen Bach Sommerkahl ab, welcher der Kahl bei Langenborn zufließt. Mitte des 19. Jahrhunderts wurde der Ort Sommerkahl offiziell „Sonderkahl (vulgo Sommerkahl)“ geschrieben, der Bach hieß offiziell Sonderkahlbach und das Tal, in dem beide liegen, Sonderkahl-Grund.

### Frühere Schreibweisen
Frühere Schreibweisen des Ortes aus diversen historischen Karten und Urkunden:
| - 1250 Sunderkalden - 1282 Sunderkalde - 1380 Somerkalten | - 1514 Sunderkalde - 1532 Somerkale - 1625 Sommerkahl - 1845 Sonderkahl (vulgo Sommerkahl) |

## Geschichte
Der älteste Gemeindeteil ist Untersommerkahl. Diese Bauernsiedlung wird im 13. Jahrhundert erwähnt und durch die Bergbausiedlung Obersommerkahl im späten Mittelalter ergänzt. Gleichzeitig entstand am Berghang im 16. Und 17. Jahrhundert der Ortsteil Vor dem Walde (Vormwald).
Von 1542 bis 1922 wurde in der Gemarkung Kupfer abgebaut. Heutzutage gibt das Besucherbergwerk Grube Wilhelmine einen ausführlichen Einblick in den historischen Bergbau.
Sommerkahl gehörte vier Staatengebilden an: von 982 bis 1803 dem Kurfürstentum Mainz, von 1803 bis 1810 dem Fürstentum Aschaffenburg, von 1810 bis 1814 dem Großherzogtum Frankfurt, von 1814 bis heute dem Königreich bzw. Freistaat Bayern.
Die Gemeinde Sommerkahl gehörte zum Bezirksamt Alzenau, das am 1. Juli 1862 gebildet wurde. Dieses wurde am 1. Januar 1939 zum Landkreis Alzenau in Unterfranken. Mit dessen Auflösung kam Sommerkahl am 1. Juli 1972 in den neu gebildeten Landkreis Aschaffenburg.

### Einwohnerentwicklung
Im Zeitraum 1988 bis 2018 stieg die Einwohnerzahl von 1054 auf 1241 um 187 Einwohner bzw. um 17,7 %.
Quelle: BayLfStat

## Politik

### Gemeinderat
Nach der letzten Kommunalwahl 2020 hat der Gemeinderat zwölf Mitglieder. Die Wahlbeteiligung lag bei 63,2 %. Die Wahl brachte folgendes Ergebnis:
|  | CSU                      | 6 Sitze | 47,0 % |
|  | SPD                      | 3 Sitze | 23,7 % |
|  | Freie Wählergemeinschaft | 3 Sitze | 29,4 % |

### Bürgermeister
Weiteres Mitglied und Vorsitzender des Gemeinderates ist der Erste Bürgermeister. Dies ist seit 7. Juni 2011 Albin Schäfer; er wurde am 15. März 2020 mit 87,2 % der Stimmen für weitere sechs Jahre im Amt bestätigt.

### Wappen

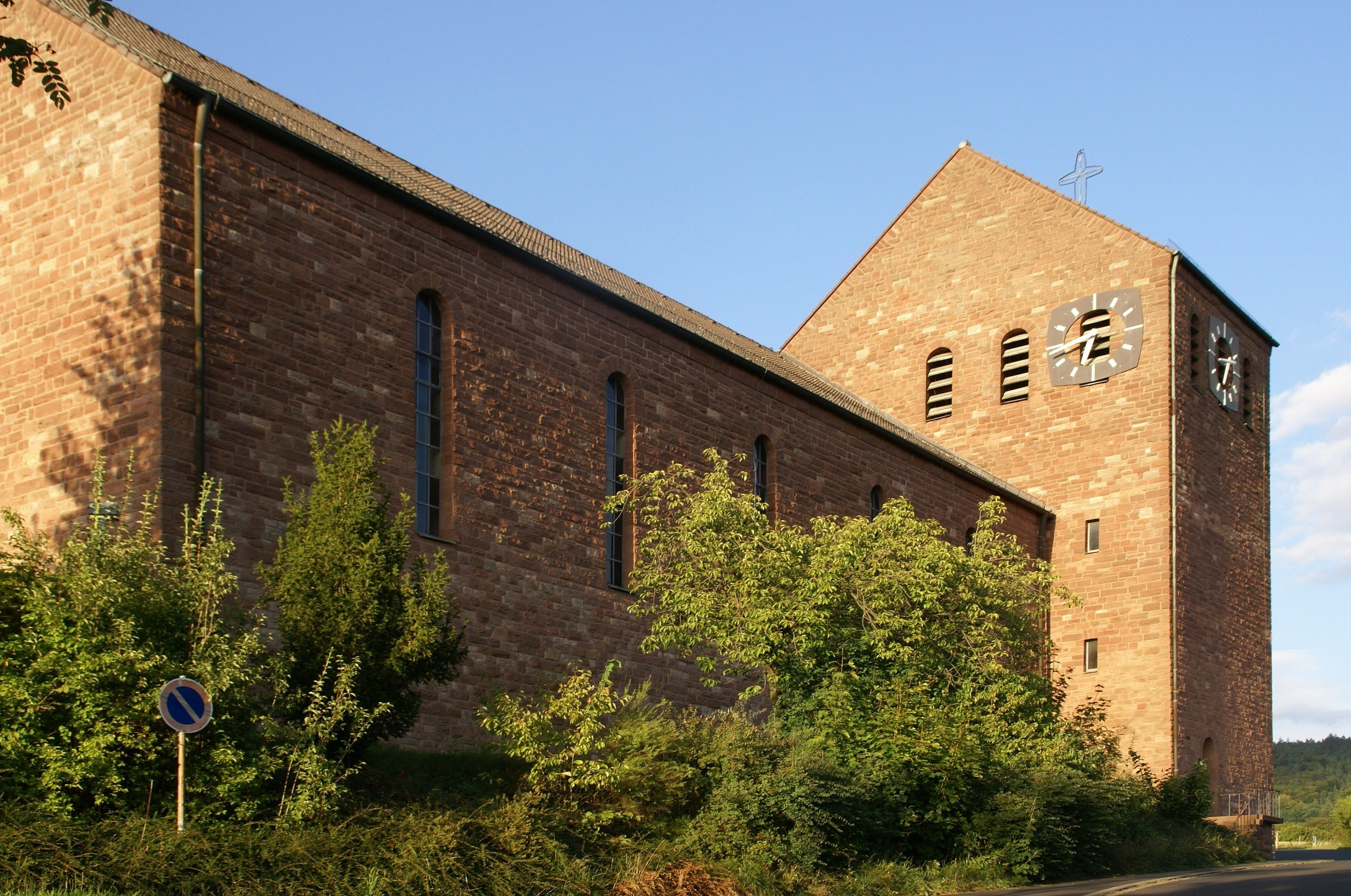
Pfarrkirche

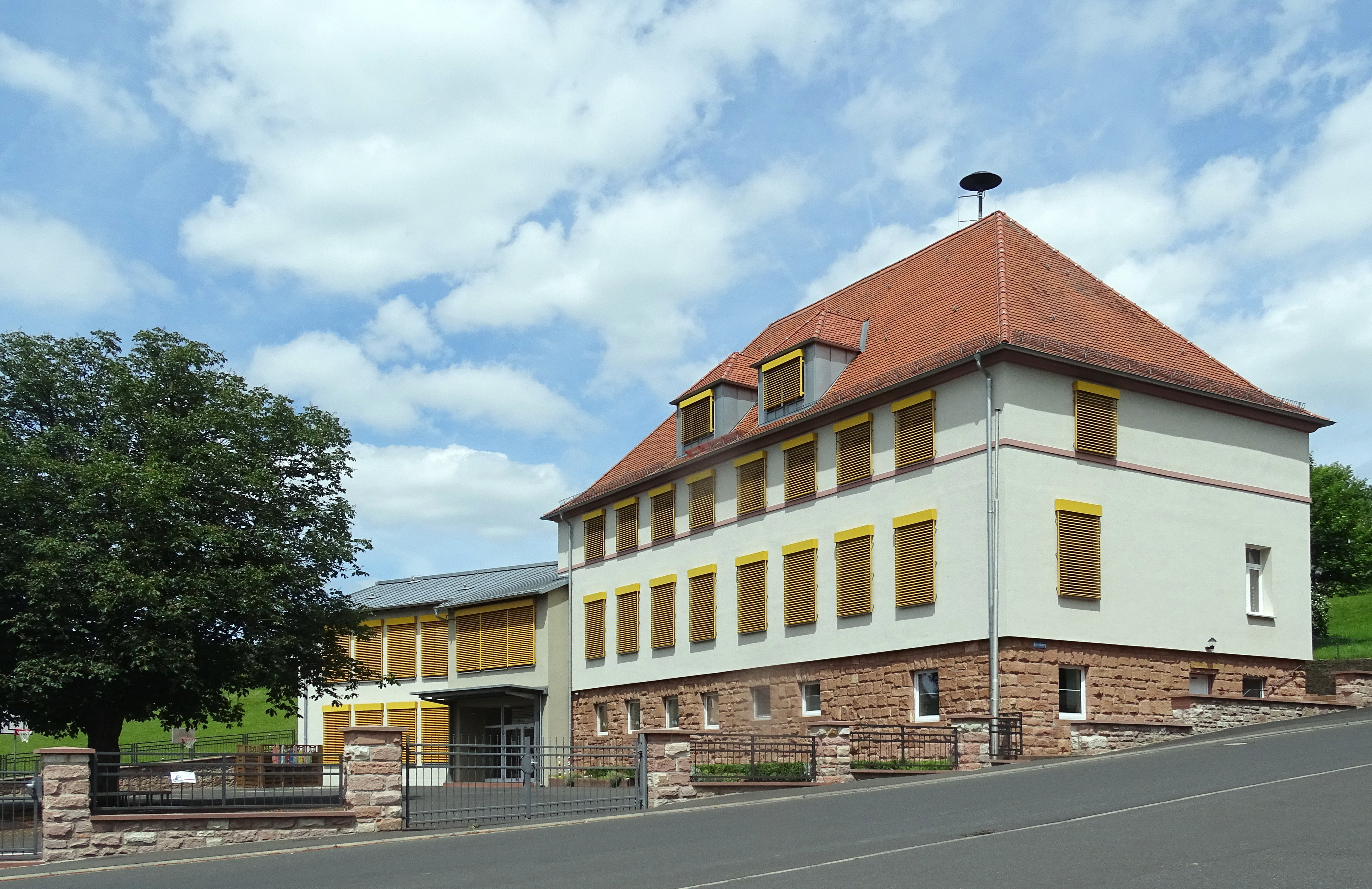
Schule

| | Blasonierung: „In Rot schräg gekreuzt ein gestürzter silberner Schlägel und ein gestürzter silberner Hammer über einem gesenkten schmalen silbernen Wellenbalken, darunter ein waagrecht liegendes goldenes Eichenblatt.“ |
| Wappenbegründung: Im oberen Wappenteil erinnern die Werkzeuge Schlägel und Hammer der Bergarbeiter an die Kupferminen und den Eisenbergbau die für das Gemeindegebiet seit 1542 belegt sind. 1922 wurde der Bergbau eingestellt. Um an das Ende des Bergbaus zu erinnern, sind im Wappen die Werkzeuge gestürzt. Der Wellenbalken steht für die geografische Lage der Gemeinde am Fluss Kahl. Das Eichenblatt weist auf den eichenreichen Spessart hin, in dem der Ort liegt. Die Farben Rot und Silber stehen für das Kurfürstentum Mainz, zu dem Sommerkahl von 982 bis 1803 gehörte. Das Wappen wurde am 7. Februar 1972 verliehen. | |

### Gemeindepartnerschaft
Sommerkahl unterhält seit 1992 eine Partnerschaft mit der ehemaligen Gemeinde Geußnitz (heute Ortsteil der Stadt Zeitz) in Sachsen-Anhalt.

## Religionen
- Katholische Pfarrei Mater Dolorosa in Sommerkahl
- Evangelische Kirche St. Markus in Schöllkrippen

## Infrastruktur

### Verkehr

#### Straßenanbindungen
Diese Autobahnen liegen mit Anschlüssen in der Nähe:
- Autobahn A 3 (über Anschluss Hösbach, 13 km), nach Frankfurt-Süd (ca. 44 km entfernt) und Würzburg (ca. 72 km entfernt).
- A 45 (über Anschluss Alzenau-Nord, 20 km), nach Gießen (ca. 75 km entfernt) und Frankfurt-Ost (ca. 28 km entfernt)
- A 66 (über Anschluss Gelnhausen/West, 18 km), nach Fulda (ca. 61 km entfernt) und Hanau/Frankfurt-Ost (A66, ca. 28 bzw. 40 km entfernt)

#### Busverbindung
Nach Aschaffenburg (ca. 18 km) bzw. Schöllkrippen (ca. 3 km), über Westerngrund (ca. 8 km) nach Gelnhausen (ca. 16 km).

#### Bahnverbindungen
- Ab Blankenbach oder Schöllkrippen (ca. 3 km) über Kahl (Main) nach Hanau (ca. 30 km) mit der Kahlgrundbahn.
- Ab Aschaffenburg (ca. 18 km, ICE-Bahnhof) nach Frankfurt bzw. Würzburg/München mit der DB.
- Ab Gelnhausen (ca. 16 km) nach Frankfurt bzw. Fulda mit der DB.

#### Flughafen
Der nächstgelegene Flughafen ist der Flughafen Frankfurt Main (ca. 65 km).

## Kultur und Sehenswürdigkeiten

### Bauwerke
Die Schule in Sommerkahl war am 1. August 1936 bezugsfertig. Das Abbruchgut der Grube Wilhelmine lieferte einen Teil des Baumaterials, vor allem Steine, Eisenträger und Holz. Am 25. Oktober 1959 wurde der Erweiterungsbau seiner Bestimmung übergeben.
Daneben gibt es in Sommerkahl noch die katholische Pfarrkirche Mater Dolorosa. Beim Bau der Kirche wurde am 10. Mai 1959 der Grundstein gelegt. Am 4. Advent 1960 wurde der erste Gottesdienst abgehalten.
Außerdem gibt es das ehemalige Kupferbergwerk Grube Wilhelmine. Von 1542 bis 1922 wurde dort Kupfer zunächst über- und ab 1871 auch untertage abgebaut. Führungen werden durch die Stollen des Bergwerkes und des angegliederten Museums angeboten. Im und am Bergwerk findet jedes Jahr, am letzten Wochenende vor dem 1. Advent, der Barbaramarkt statt (Die Heilige Barbara ist die Patronin der Bergleute).

### Mühlen
Die erste schriftliche Erwähnung einer Mühle (Untermühle) in Sommerkahl war 1633. Im Jahre 1837 hatte Sommerkahl fünf Mühlen. Angefangen am Oberlauf der Sommerkahl, mit der Obermühle am Bergwerk. Dann folgt die Glasersmühle, später Gertsmühle genannt. Darauf die Geßnersmühle. Die Pfaffsmühle und die Untermühle, auch Antonsmühle genannt, folgen im ehemaligen Gemeindeteil Untersommerkahl. Die Mühlen waren Kunden- und Handelsmühlen, die Getreide, speziell Roggen und Weizen, zu Schwarz- und Weißbrot mahlten. 1955 war die Obermühle bereits stillgelegt. Danach folgten in den nächsten 15 Jahren die Stilllegung der anderen Mühlen.

### Bildung
Es gibt folgende Einrichtungen:
Kindergarten: Für Kinder von 1–6 Jahren,
Grundschule: 88 Schüler aus den Gemeinden Sommerkahl und Blankenbach (Stand: Schuljahr 2018/19)

## Besonderes Vorkommnis
1944 stürzte ein Nachtjäger, eine Junkers Ju 88 in den Wald bei Sommerkahl. 2014 wurde ein Mahnmal dafür in der Nähe der Absturzstelle aufgestellt.

## Persönlichkeiten
- Leni Rüth, eine Einwohnerin des Ortes, beherbergte im Winter 1944 auf 1945 die Jüdin Elfriede Otto geb. Fleischmann und ihren Sohn Joachim-Peter aus Apolda, die angesichts ihrer drohenden Deportation untertauchten, und rettete ihnen damit das Leben.[9]
- Herbert Stenger (1948–2014), deutscher Bergrennfahrer
- Heiko Westermann (* 1983), 27-facher deutscher Fußballnationalspieler